# دنیلو پوپیوودا
دنیلو پوپیوودا (سیریلیک صربی: Данило Попивода؛ ۱ مهٔ ۱۹۴۷ – ۹ سپتامبر ۲۰۲۱) بازیکن فوتبال اهل جمهوری فدرال سوسیالیستی یوگسلاوی بود.
از باشگاه‌هایی که در آن بازی کرده‌است می‌توان به باشگاه فوتبال آینتراخت برانشوایگ اشاره کرد.
وی همچنین در تیم ملی فوتبال یوگسلاوی بازی کرده‌است.